# Gloria Lizárraga de Capriles
Gloria Lizarraga de Capriles (2 de mayo de 1944-31 de marzo de 2021) fue una política venezolana, siendo la primera alcaldesa del municipio Baruta electa por voto directo, al igual que la primera mujer electa al cargo.

## Carrera
Gloria se involucró en la política desde joven y fue dirigente del partido Copei desde los 14 años.
Baruta fue la primera población en declarar su autonomía del distrito Sucre el 22 de septiembre de 1987, en un acto concretado con la reforma de la Ley Orgánica de Régimen Municipal de 1989. Esto le permitió al nuevo municipio participar en las elecciones regionales del mismo año; Copei optó por el liderazgo femenino de Lizarraga, quien ya era conocida por su trabajo en las comunidades, y resultó electa como alcaldesa del municipio para el periodo 1989-1992 en los comicios de diciembre de 1989, los primeros para designar de manera directa a los mandatarios regionales y locales de Venezuela. La victoria de Gloria estableció un precedente en la política de Caracas, y cuando Chacao y El Hatillo consiguieran su autonomía como municipios en 1992 también eligieron a mujeres como alcaldesas, Irene Sáez y Mercedes Hernández de Silva respectivamente.
Lizarraga asumió la tarea de promover la institucionalidad del municipio desde cero, dado que el antiguo Distrito Sucre concentraba sus poderes en Petare, durante un periodo de crisis económica e inestabilidad política luego del Caracazo. Según ella, la primera sede de la Alcaldía de Baruta operó en el tercer piso del centro comercial Plaza Las Américas, en un local con sillas alquiladas y con cajas en vez de escritorios y archiveros, además de que debido a la falta de recursos se vio obligada a contactar a las empresas ubicadas en el municipio para que adelantaran el pago de sus impuestos para poder cancelar las nóminas de su personal obrero, y que ni los funcionarios administrativos ni ella cobraron hasta tener ingresos estables.
Durante su gestión creó el primer cuerpo de policía municipal de Venezuela el 2 de mayo de 1990. Gloria dedicó una parte importante de su gestión en la integración de los sectores populares del municipio, El Rosario, Las Minas y Santa Cruz del Este, con la instalación de servicios públicos, la construcción de canchas deportivas y la de espacios públicos.
Ha sido descrita como una de las mujeres pioneras en la política venezolana.